# Liste der Bodendenkmäler in Aub
Auf dieser Seite sind die Bodendenkmäler in der unterfränkischen Stadt Aub zusammengestellt. Diese Tabelle ist eine Teilliste der Liste der Bodendenkmäler in Bayern. Grundlage ist die Bayerische Denkmalliste, die auf Basis des Bayerischen Denkmalschutzgesetzes vom 1. Oktober 1973 erstmals erstellt wurde und seither durch das Bayerische Landesamt für Denkmalpflege geführt wird. Die folgenden Angaben ersetzen nicht die rechtsverbindliche Auskunft der Denkmalschutzbehörde.

## Bodendenkmäler in Aub

### Bodendenkmäler in der Gemarkung Aub
| Lage           | Objekt | Akten-Nr.     | Bild |
| -------------- | --- | ------------- | ---- |
| Aub (Standort) | Siedlung der Altneolithikums, des Mittelneolithikums, der Bronzezeit, der Urnenfelderzeit und vermutlich der Hallstattzeit. | D-6-6426-0002 |      |
| Aub (Standort) | Pfarrkirche Mariä Himmelfahrt Benediktinerkloster und Siedlung des 12./13. Jahrhunderts sowie archäologische Befunde im Bereich der in Teilen hochmittelalterlichen, neuzeitlichen katholischen Pfarrkirche Mariae Himmelfahrt von Aub. | D-6-6426-0005 |      |
| Aub (Standort) | Brandgräber der Urnenfelderzeit. | D-6-6426-0006 |      |
| Aub (Standort) | Töpferei des späten Mittelalters. | D-6-6426-0007 |      |
| Aub (Standort) | Mittelalterliche bis neuzeitliche Kapellenfundemente und Siedlung sowie Körpergräber. | D-6-6426-0008 |      |
| Aub (Standort) | Archäologische Befunde im Bereich der spätmittelalterlichen Stadtbefestigung in Aub. | D-6-6426-0046 |      |
| Aub (Standort) | Körpergräber des späten Mittelalters oder der frühen Neuzeit. | D-6-6426-0059 |      |
| Aub (Standort) | Siedlung vorgeschichtlicher Zeitstellung. | D-6-6426-0064 |      |
| Aub (Standort) | Siedlung vor- und frühgeschichtlicher Zeitstellung. | D-6-6426-0069 |      |
| Aub (Standort) | Archäologische Befunde des Mittelalters und der frühen Neuzeit im Bereich der Altstadt von Aub. | D-6-6426-0077 |      |
| Aub (Standort) | Schloss Aub Archäologische Befunde im Bereich des frühneuzeitlichen ehemaligen Schlosses in Aub mit mittelalterlichem Vorgängerbau. | D-6-6426-0078 |      |
| Aub (Standort) | Archäologische Befunde im Bereich der spätneuzeitlichen katholischen Spitalkirche Hl. Geist von Aub mit spätmittelalterlichen und frühneuzeitlichen Vorgängerbauten.                                                                    | D-6-6426-0079 |      |
| Aub (Standort) | Alte Synagoge von Aub Archäologische Befunde im Bereich der frühneuzeitlichen ehemalige alten Synagoge von Aub. | D-6-6426-0080 |      |
| Aub (Standort) | Neue Synagoge von Aub Archäologische Befunde im Bereich der frühneuzeitlichen ehemalige neuen Synagoge von Aub. | D-6-6426-0081 |      |
| Aub (Standort) | Jüdischer Friedhof Archäologische Befunde im Bereich des mittelalterlichen und frühneuzeitlichen jüdischen Friedhofs von Aub. | D-6-6426-0082 |      |

### Bodendenkmäler in der Gemarkung Baldersheim
| Lage                   | Objekt | Akten-Nr.     | Bild |
| ---------------------- | --- | ------------- | ---- |
| Baldersheim (Standort) | Siedlung der jüngeren Latènezeit, der römischen Kaiserzeit und der Völkerwanderungszeit. | D-6-6426-0004 |      |
| Baldersheim (Standort) | Siedlung der Linearbandkeramik, der Hallstattzeit und der Latènezeit. | D-6-6426-0012 |      |
| Baldersheim (Standort) | Reichelsburg Archäologische Befunde im Bereich der Burgruine Reichelsburg des späten Mittelalters und des 16. Jahrhunderts sowie deren Vorgängerbauten.                                      | D-6-6426-0013 |      |
| Baldersheim (Standort) | Siedlung des älteren Neolithikums, der Hallstattzeit und der jüngeren Latènezeit. | D-6-6426-0014 |      |
| Baldersheim (Standort) | Siedlung des Neolithikums, der Urnenfelderzeit und der jüngeren Latènezeit. | D-6-6426-0015 |      |
| Baldersheim (Standort) | Siedlung der Hallstattzeit. | D-6-6426-0016 |      |
| Baldersheim (Standort) | Siedlung des Neolithikums, der Urnenfelderzeit, der jüngeren Latènezeit und der römischen Kaiserzeit.                                                                                        | D-6-6426-0017 |      |
| Baldersheim (Standort) | Mittelalterliche bis frühneuzeitliche Wüstung Kauberstadt. | D-6-6426-0019 |      |
| Baldersheim (Standort) | Neuzeitlicher Wall einer Talsperre. | D-6-6426-0020 |      |
| Baldersheim (Standort) | Brandgräber der römischen Kaiserzeit. | D-6-6426-0021 |      |
| Baldersheim (Standort) | Viereckschanze der späten Latènezeit. | D-6-6426-0022 |      |
| Baldersheim (Standort) | Bestattungsplatz mit Grabhügeln der Hallstattzeit. | D-6-6426-0024 |      |
| Baldersheim (Standort) | Bestattungsplatz vorgeschichtlicher Zeitstellung mit Grabhügeln. | D-6-6426-0025 |      |
| Baldersheim (Standort) | Mittelalterliche bis neuzeitliche Wüstung Kitzenrod. | D-6-6426-0027 |      |
| Baldersheim (Standort) | Siedlung vor- und frühgeschichtlicher Zeitstellung. | D-6-6426-0065 |      |
| Baldersheim (Standort) | Bestattungsplatz mit Grabhügeln vorgeschichtlicher Zeitstellung. | D-6-6426-0073 |      |
| Baldersheim (Standort) | Vorgeschichtlicher Grabhügel. | D-6-6426-0074 |      |
| Baldersheim (Standort) | Grabhügel vorgeschichtlicher Zeitstellung. | D-6-6426-0076 |      |
| Baldersheim (Standort) | Pfarrkirche St. Georg Archäologische Befunde im Bereich der frühneuzeitlichen katholischen Pfarrkirche St. Georg von Baldersheim mit mittelalterlichem Vorgängerbau und ummauertem Kirchhof. | D-6-6426-0085 |      |
| Baldersheim (Standort) | Archäologische Befunde im Bereich der frühneuzeitlichen katholischen Friedhofskapelle St. Laurentius in Baldersheim.                                                                         | D-6-6426-0089 |      |

### Bodendenkmäler in der Gemarkung Burgerroth
| Lage                  | Objekt | Akten-Nr.     | Bild |
| --------------------- | --- | ------------- | ---- |
| Burgerroth (Standort) | Siedlung des Jungneolithikums und des Mittelalters, Abschnittsbefestigungen des Neolithikums, der Hallstatt- und Latènezeit und des Frühmittelalters, Kapelle des Mittelalters sowie Körpergräber unbekannter Zeitstellung. | D-6-6426-0028 |      |
| Burgerroth (Standort) | Neolithische und urnenfelderzeitliche Siedlung. | D-6-6426-0029 |      |
| Burgerroth (Standort) | Siedlung des Mittelneolithikums und vermutlich Wüstung des 15./16. Jahrhunderts. | D-6-6426-0030 |      |
| Burgerroth (Standort) | Siedlung des Jungneolithikums. | D-6-6426-0031 |      |
| Burgerroth (Standort) | St. Andreas (Burgerroth) Archäologische Befunde im Bereich der spätneuzeitlichen katholischen Pfarrkirche St. Andreas von Burgerroth.                                                                                       | D-6-6426-0091 |      |

### Bodendenkmäler in der Gemarkung Oellingen
| Lage                 | Objekt                          | Akten-Nr.     | Bild |
| -------------------- | ------------------------------- | ------------- | ---- |
| Oellingen (Standort) | Siedlung der frühen Latènezeit. | D-6-6426-0060 |      |